# Tiegs for Two
Tiegs for Two («Тигс для двоих») — четырнадцатый эпизод девятого сезона мультсериала «Гриффины», премьера которого состоялась 10 апреля 2011 года на канале FOX.

## Сюжет
Рубашка Питера загрязнилась и он отдал её в химчистку, но когда пришёл забирать её оттуда, рубашки там не оказалось, а владелец химчистки сказал Питеру, что тот и вовсе не приносил никакой рубашки. Питера это очень разозлило, и в ту же ночь он вломился в его дом, чтобы найти свою рубашку. За это его забрали в полицейский участок, откуда его пришел забирать Брайан, попутно познакомившись с девушкой — Дениз.
На следующий день Брайан позвонил ей, но она отказала ему в свидании. Расстроенный Брайан идёт на курсы Куагмира по пикапу. Он применил знания на Дениз, но это не помогло. Куагмир пояснил, что эти знания не надо применять на любимых девушках. И тут он вспоминает о Шерил Тигс, его любимой, которая его бросила из-за ревности.
Брайан, применив методы Куагмира на Шерил Тигс, пригласил её на свидание (по причине ненависти к Куагмиру), и она согласилась. Куагмир сделал ровно то же самое, только с бывшей девушкой Брайана (по той же причине). Они попали в один ресторан. В ресторане Брайан и Куагмир вновь повздорили и подрались, из-за чего девушки бросили их и ушли из ресторана.

## Интересные факты